# Port lotniczy Apolo
Port lotniczy Apolo – port lotniczy zlokalizowany w boliwijskim mieście Apolo.